# Лисяк-Рудницький Іван Павлович
Лисяк-Рудницький Іва́н Па́влович (27 жовтня 1919, Відень, Австрія — 25 квітня 1984, Едмонтон, Канада) — український вчений, історик української суспільно-політичної думки, політолог, публіцист.
Автор праць з історії, що відкривали Європі та світу Україну. Син Мілени Рудницької та українського громадсько-політичного діяча Павла Лисяка.

## Життєпис

### Родина
Іван Лисяк Рудницький походив із однієї із найвідоміших українських інтелігентських родин. Батько був визначним адвокатом, редактором та співробітником багатьох українських видань, послом до Польського сейму від Українського національно-демократичного об'єднання (УНДО) в 1938—1939 р. Мати була послом від УНДО до сейму (1928—1935), головою Союзу українок у Львові (1928—1939) і Світового союзу українок (з 1934 року). Мати належала до так званого «п'ятірного грона» Рудницьких. Серед них літературознавець, публіцист і перекладач Михайло Рудницький (1889—1975), правник і відомий громадський діяч Володимир Рудницький (1890—1974), політична діячка й організаторка жіночого руху в міжвоєнній Галичині Мілена Рудницька (1892—1976), патріарх української журналістики Іван Кедрин-Рудницький (1896) та композитор і музикант Антін Рудницький (1902—1975). Всі вони зробили непересічний вклад в розвиток українського політичного й культурного життя.
Батьки розлучилися, коли Іванові було 2 роки. Хлопчик жив із мамою, а батько допомагав матеріально.

### Освіта у Львові
Шкільну освіту здобув у Львові. У 1925-29 pp. він навчався в українській початковій школі, а від 1929 до 1937 року — в Академічній гімназії у Львові, найстарішій українській гімназії не тільки в Галичині, але й в усій Україні. Навчався на юридичному факультеті Львівського університету (1937—1939).

### Навчання в Європі
Після 1939 року у зв'язку із початком Другої Світової війни жив за кордоном. Навчався на факультеті зовнішніх відносин Берлінського університету (1940—1943). Захистив докторську дисертацію в Карловому університеті у Празі (1945). Керівником (директором) дисертації був відомий учений Едуард Вінтер, знавець слов'янської та української тематики, а темою стали політичні погляди Драгоманова. Захист відбувся у квітні 1945 p., буквально за декілька днів до вступу радянських військ до Праги.
У 1940-х був членом українського студентського товариства «Мазепинець», Української Студентської Громади у Празі та разом з А. Білинським, В. Рудком, О. Пріцаком — членом Націоналістичної Організації Українських Студентів Великонімеччини (НОУС). Після війни переїхав до Австрії, а 1947 року — до Женеви (Швейцарія), де деякий час слухав лекції в Інституті вищих міжнародних досліджень.
У 1949 році одружився з американкою Мері Джоан Бентон.

### В США
У 1951—1971 роках проживав у США. В 1951—1952 роках стажувався в Колумбійському університеті і незабаром здобув науковий ступінь доктора філософії.
У лютому 1956 р. одержав посаду асистента-професора в місцевому католицькому навчальному закладі — Ла Саль Коледж (Філадельфія), де читав курси з історії Росії та новітньої західноєвропейської історії. З початком виходу журналу «Сучасність» Лисяк-Рудницький від першого номера (січень 1961 р.) став його активним співробітником. Тут, окрім оригінальних статей, він друкував українські переклади своїх основних англомовних наукових публікацій. Співпраця з журналом тривала до 1967 року.
У 1967 став одним з авторів тексту «Заяви», надісланої від імені провідних американських інтелектуалів українського походження до керівництва СРСР і УРСР з політичними вимогами встановити громадянство УРСР, наладнати дипломатичні відносини між Українською РСР і зарубіжними країнами, надати українській мові статус державної в УРСР, легалізувати УАПЦ і УГКЦ та ін.
В 1967—1971 роках працював в Американському університеті у Вашингтоні.

### В Канаді
Від 1971 року жив в Канаді, де отримав посаду професора в Альбертському університеті. Був членом НТШ та УВАН і одним із засновників Канадського Інституту Українських Студій при Альбертському університеті.
Протягом усього свого життя дописував до українських емігрантських періодичних видань, зокрема до газети «Українські Вісті» і журналу «Зустрічі», «Сучасності» (1961—1967).
Помер в Едмонтоні (Канада).

## Наукова робота
Івану Лисяку-Рудницькому належать праці з історії України, української політичної думки XIX–XX ст. і теорії нації. Історичні есе видані у 2-х томах. Має великий вплив на сучасну історіографію. Осереддя філософських зацікавлень вченого становило історичне пізнання, в центрі його історіографічних інтересів — історія української суспільно-політичної думки від середини XIX ст. до 30-х років XX ст. Тривалий час був прихильником гетьманського руху, однак наприкінці 1940-х рр. відійшов від цього табору. Найвагоміші його дослідження присвячені М. Драгоманову, В. Липинському, М. Хвильовому, О. Назарукові. Провідна тема як політолога — доля України в новітній історії, передусім аналіз визначальних тенденцій її політичних змін у контексті сучасного світового процесу та політичного прогнозування. Його інтелектуальною батьківщиною була Німеччина XVIII–XX ст. Найвідчутнішим у творчості історика є вплив філософії історії Геґеля, його думок про наявність в історичному процесі своєї об'єктивної логіки і про можливість свободи тільки у правовій державі. Вихований на традиціях західноєвропейського лібералізму, — близький до «державницької школи» в українській історіографії. Звертаючись до антитези «Схід — Захід», він констатував амбівалентність українства, що полягає у поєднанні двох традицій: західної (соціально-політичної) та східної (християнсько-духовної). Українське національне відродження розглядав у контексті аналогічних процесів, що відбуваються з так званими «неісторичними» («недержавними») народами. Їх перетворення в історичні визначається передусім суспільно-культурною спроможністю національної еліти. Тож атрибутом «історичної нації» мислить не просто наявність державності, а й збереження нею своїх вищих, елітарних верств. До прикмет «недержавних», «сплебеїзованих» спільнот відносить особливу роль селянського чинника: в них основну масу становить селянство, а міське середовище або органічно гетерогенне, або відчужується слідом за елітарними верствами. Ця обставина, на його думку, ускладнює розгортання українського національного руху. Звідси й відсутність важливих ланок національного життя, неповнота української культури як за внутрішньою структурою, так і за функціями. Культурна цілісність чи принаймні її можливість є привілеєм державної нації. Ідея формування політичної української нації — одна з домінантних у Лисяка-Рудницького.

## Концепція історіописання

### Періодизація історії України
Іван Лисяк-Рудницький заперечував радянсько-марксистський підхід до періодизації історії України і разом із тим вважав, що періодизація, яку пропонували дореволюційні українські історики є провінційною. На думку вченого український історичний процес впродовж чотирьох століть відбувався, хоч із запізненням, але за західноєвропейським сценарієм. Особливістю Східної Європи було так зване «друге закріпачення», але і воно було ліквідоване повстанням Хмельницького.  
Відрізнялася від прийнятої в українській науці і пропонована Лисяком-Рудницьким періодизація ХІХ ст., яке він називав «довгим» (нижньою межею «довгого» ХІХ ст. в загальноєвропейському випадку вважають початок Французької революції, чи в українському випадку згасання автономії Гетьманщини, а верхньою межею — Першу Світову війну).  Вчений виділяв три періоди в цьому столітті: від занепаду козацької державності до 1840-х рр., від 40-х рр. до 80-х рр. і, врешті, від 90-х рр. до Першої світової війни. Ці періоди він пропонував назвати шляхетським, народницьким і модерним, залежно від того, хто виходив на провідне місце в суспільно-політичному житті. Основою для цієї схеми був факт існування в кожному із періодів специфічної верстви активних носіїв національної ідеології, як от шляхти, різночинної інтелігенції чи народних мас. Проте вчений віддавав належне і факторам, які виділяли інші дослідники, зокрема скасуванню кріпаччини і промисловій революції.
Іван Лисяк-Рудницький опонував поширеній серед істориків 20-х років (М. Волобуєва, О. Оглобліна, М. Слабченка, М. Яворського) тезі про колоніальне становище України в Російській імперії. Ця теза утвердилася настільки сильно, що будь-яка інша точка зору вважалася неприйнятною. Лисяк-Рудницький доводив, що царизм насправді розглядав українські землі як корінні провінції, а тому часто забезпечував в них за допомогою іноземних інвестицій навіть вищі темпи індустріального розвитку, ніж у центральних регіонах. Але міркування Лисяка-Рудницького ніяк не спростовують  точку зору його опонентів про Україну як колонію Росії, так як індустріальний розвиток України супроводжувався нещадною експлуатацією України, всіх її ресурсів на користь імперії, а не України.

## Політичні погляди
Найвиразніше політичні погляди Івана Лисяка-Рудницького простежуються у його праці «Консерватизм» (1958). На думку Юрія Луцького, Іван Лисяк-Рудницький виразно стояв на консервативних позиціях. Консерватизм вченого був нетиповим для українського «правого крила», бо був не загумінковим, а спирався на світові джерела і його власні оригінальні думки. Консервативний світогляд у Лисяка-Рудницького поєднувався з ліберальними цінностями. Ліберальна орієнтація вченого простежувалася навіть у його ставленні до релігії: він почував себе близьким до ліберального протестантизму унітаристського типу, і приєднався б до нього, якби в українському релігійному житті існувало таке віровизнання.
Іван Лисяк-Рудницький був послідовним і рішучим противником націоналістичної ідеології, при цьому його розуміння націоналізму було не науковим, вкрай вульгарним і примітивним. Проте наприкінці 1960-х рр. він зблизився з окремими представниками ОУН («двійкарями»). Цю фракцію націоналістичного руху вчений цінував, оскільки вона цілком відійшла від інтегрально-націоналістичної ідеології. На відміну від значної частини вчених української діаспори, Лисяк-Рудницький був політично нейтральним, хоча й ідентифікував свої погляди, як ліберальні.

## Праці
- Вклад Галичини в українські визвольні змагання, 1948.
- Інтелектуальні початки нової України, 1958.
- Українська революція з перспективи сорокаліття, 1959.
- Проти Росії чи проти радянської системи [Архівовано 18 жовтня 2011 у Wayback Machine.], 1961.
- Україна в еволюції радянської системи, 1963.
- Україна між Сходом і Заходом, 1966.
- Четвертий Універсал та його ідеологічні попередники, 1968, 1977.
- Між історією і політикою (статті до історії та критики укр. суспільно-політ. думки) [Архівовано 4 березня 2016 у Wayback Machine.]. — Мюнхен : Сучасність, 1973.  [Архівовано 6 жовтня 2011 у Wayback Machine.]
- Іван Лисяк-Рудницький, "Драгоманов як політичний теоретик, " published in Mykhaylo Drahomanov: A Symposium and Selected Writings, The Annals of the Ukrainian Academy of Arts and Sciences in the U.S., Vol. II, Spring, 1952, No. 1 (3), pp. 70–130. Reprinted in Ivan L. Rudnytsky, Essays in Modern Ukrainian History, ed. Peter L. Rudnytsky (1987).
- Зауваги до проблеми «історичних» і «неісторичних» націй, 1981.
- Політична думка українських підрадянських дисидентів, 1981.
- Націоналізм і тоталітаризм, 1982.
- Essays in Modern Ukrainian History [Архівовано 12 жовтня 2011 у Wayback Machine.] by Ivan L. Rudnytsky. — Edmonton, 1987.
- Нариси з історії нової України. — Львів, 1991;
- Історичні есе: У 2 т. — К., 1994 (2-ге вид. — 2019).
- Збірки «Mykhaylo Drahomanov. A Symposium and Selected Writings» [Архівовано 4 червня 2011 у Wayback Machine.] («The Annals of the Ukrainian Academy of Arts and Sciences in the U. S.», 1952, ч. 1.
- «The Role of the Ukraine in Modern History» («Slavic Review», 1963, ч. 2).
- «The Ukrainians in Galicia under Austrian Rule» («Austrian History yearbook», 1967).
- Збірка есеїв «Між історією й політикою» (1972).
- Статті в журналах «Листи до приятелів», «Сучасність» та ін.
- Между историей и политикой. — М.—СПб. : Летний сад, 2007. («Библиотека украинской мысли») (рос.)

## Оцінка діяльності
Історик Ярослав Грицак у своїй статті під назвою «Іван Лисяк-Рудницький (нарис інтелектуальної біографії)» так оцінив внесок вченого в українську інтелектуальну традицію:
«Але серед українських істориків на Заході мало знайдеться професорів, які мали б такий великий інтелектуальний вплив на своїх колег-ровесників та наступні професійні покоління, як Лисяк-Рудницький. Прочитавши книжку „Між історією та політикою“, його товариш, відомий спеціаліст з історії української економіки Іван Коропецький писав авторові: „Ти мав чи не найбільший вплив на мене зі всіх“. Проф. Роман Шпорлюк незадовго до смерті Лисяка-Рудницького писав у рекомендації про його працю: „Якщо інколи я думаю, що в мене є цікава або оригінальна ідея щодо тієї чи іншої теми української історії, я швидко виявляю, що ця ідея вже була висловлена проф. Рудницьким в одній із його робіт. По суті, я і мої колеги можемо вважатися студентами проф. Рудницького“. Лисякові-Рудницькому належить честь відкриття Ореста Субтельного та Зенона Когута, які нині є відомими українськими істориками. Він був близьким другом і дорадником проф. Марти Богачевської-Хом'як; серед його студентів були проф. Френсіс Свіріпа і проф. Девід Марплз. Останні роки його життя з ним тісно співпрацювали проф. Іван-Павло Химка та проф. Френк Сисин, Мирослав Юркевич та Богдан Клід».

## Цікаві епізоди із біографії
7 грудня 1964 року Іван Лисяк-Рудницький мав прикрий інцидент, який прославив його на всю Америку. Їдучи в автобусі з Філадельфії до Брин-Маур і читаючи книгу, він попросив жінку, яка сиділа неподалік і слухала музику, стишити звук на транзисторі. 42-річна Мері Гелінас відмовилася і увімкнула радіо ще голосніше. Тоді Лисяк-Рудницький звернувся до водія автобуса, але той не бажав втручатися у конфлікт. Втративши терпіння Іван Лисяк-Рудницький спробував вихопити програвач із рук жінки, зав'язалася сутичка і жінка отримала удар по голові. Поліція, яка приїхала на місце інциденту, склала протокол і забрала вченого у поліцейську дільницю, де він провів кілька годин. Незважаючи на те, що журі виправдало Івана Лисяка-Рудницького, через інцидент він змушений був припинити викладання у коледжі Брин-Маур. Випадок набув розголосу, і з'явився навіть міф, що жінка була чорношкірою, але з фото, яке було зроблено після інциденту помітно, що це не так. «Нью-Йорк Таймс» присвятила цій події статтю, обізвавши історика «Іваном Грозним». Водночас значна частина громадськості підтримала вченого, оскільки вважала, що ситуація із транзисторами в громадському транспорті давно перейшла межі розумного. Місцеві газети друкували листи із співчуттям і підтримкою. Незнайомі люди навіть висилали Івану Лисяку-Рудницькому гроші для судової справи. А міська транспортна компанія винесла рішення про заборону грати на транзисторах у трамваях і автобусах, і в усіх видах транспорту появилися відповідні таблички.
Іван-Лисяк Рудницький був одним із ініціаторів створення заяви звернення від провідних американських інтелектуалів українського походження до керівництва СРСР та УРСР з політичними вимогами, яка на думку її ініціаторів, після оприлюднення в радянських засобах масової інформації, могла б стати готовою політичною програмою для української підрадянської інтелігенції.  Робота над заявою тривала майже два роки. Ідею підтримала низка чільних діячів української еміграції. Підтримку ініціативі висловив і редактор паризької «Культури» Єжи Ґедройць, який навіть пообіцяв нелегально переправити текст в Україну. Проектована декларація була задумана як колективний «документ політичної думки» й адресувалася до української громадськості в УРСР і на еміграції. 2 листопада 1967 р. текст «Заяви», з підписами 35 американських професорів українського походження, було надіслано найвищим державним і партійним діячам СРСР та УРСР. Через радіо «Свобода» і інші нелегальні канали текст заяви став доступним і для головного адресата — народу України. «Заява 35 професорів» викликала численні протести серед еміграційного національно-патріотичного «естеблішменту». Всіх, хто підписався під нею, засуджено як зрадників і ренегатів, оскільки «Заява» de facto визнавала існування УРСР. Однак ініціатори заяви не відступили від своїх позицій і згодом спробували організувати ще один сміливий задум — поїздку групи українських еміграційних вчених в УРСР. Однак ідея не була втілена, в останній момент радянська сторона відмовила в прийомі емігрантській делегації. 
У 1969 році спеціальний комітет історичного факультету відмовив І. Лисяку-Рудницькому в університетському званні «тенюра» («повного професора»). Комісія аргументувала своє рішення сумнівністю диплому вченого із Карлового університету, його вузькою спеціалізацією — українська історія і тим, що у членів комітету склалося враження, що вчений не виконує своїх обов'язків щодо історичного факультету. Останнє звинувачення було спричинене  особистим конфліктом вченого з деканом факультету. На захист українського професора стали студенти, які розпочали масову кампанію протесту проти рішення керівництва історичного факультету. Протести були такі чисельні й сильні, що історичний факультет змінив своє рішення на користь українського професора, а декан історичного факультету — змушений був подати у відставку.